# Associação Artístico-Cultural de Cabedelo
A Associação Artístico-Cultural de Cabedelo (AACC), fundada em 22 de agosto de 1985, é uma entidade civil sem fins lucrativos, com finalidades culturais, em Cabedelo. Sua atuação foi reconhecida como central para o fortalecimento da identidade de grupos vulneráveis na Paraíba.
A associação foi reconhecida de utilidade pública municipal e estadual, respectivamente, através das leis nº 594 e nº 5.423, resultante do Projeto Cabedelo.
Desde a sua fundação, vem procurando incentivar as expressões artísticas da cidade de Cabedelo, prestando apoio a diversos grupos e segmentos culturais, como forma de resgate e preservação dos costumes populares e dos valores culturais do município, além de estimular grupos de teatro, folclore, dança, exposições de artes plásticas e visualidades, produção e comercialização do artesanato local.
Estimula movimentos sociais, com a sua participação efetiva no desenvolvimento turístico da cidade, no assessoramento ao poder público na formulação e implantação de sua política cultural, na criação de incentivos fiscais para os produtores culturais e, apóia ainda, montagens como a encenação do drama da "Paixão de Cristo", pelo Grupo de Teatro Amador Alfredo Barbosa (GTAAB).
A partir de 1991, dada a situação de abandono em que encontrava-se o Forte de Santa Catarina do Cabedelo, construída à época colonial pelos portugueses, que esteve abandonada e isolada por muitos anos, sendo depois, e até 1979, jurisdicionada ao Ministério do Exército, quando restaurada e fechada à visitação pública há mais de 20 anos, a AACC assumiu a responsabilidade pela sua conservação e preservação, reabrindo-a à visitação em 24 de março do mesmo ano e «com seríssimas dificuldades passou a administrá-la durante o dia, realizando diversas programações artísticas e culturais" até agosto de 1995, quando transferiu a sua gestão à Fundação Fortaleza de Santa Catarina.
Hoje a fortaleza funciona como centro cultural, onde a AACC trabalha na recuperação e incremento de seu acervo e revitalização de sua estrutura, divulgando o seu valor histórico e cultural e conscientizando a comunidade da necessidade e da importância de sua preservação.